# EM83

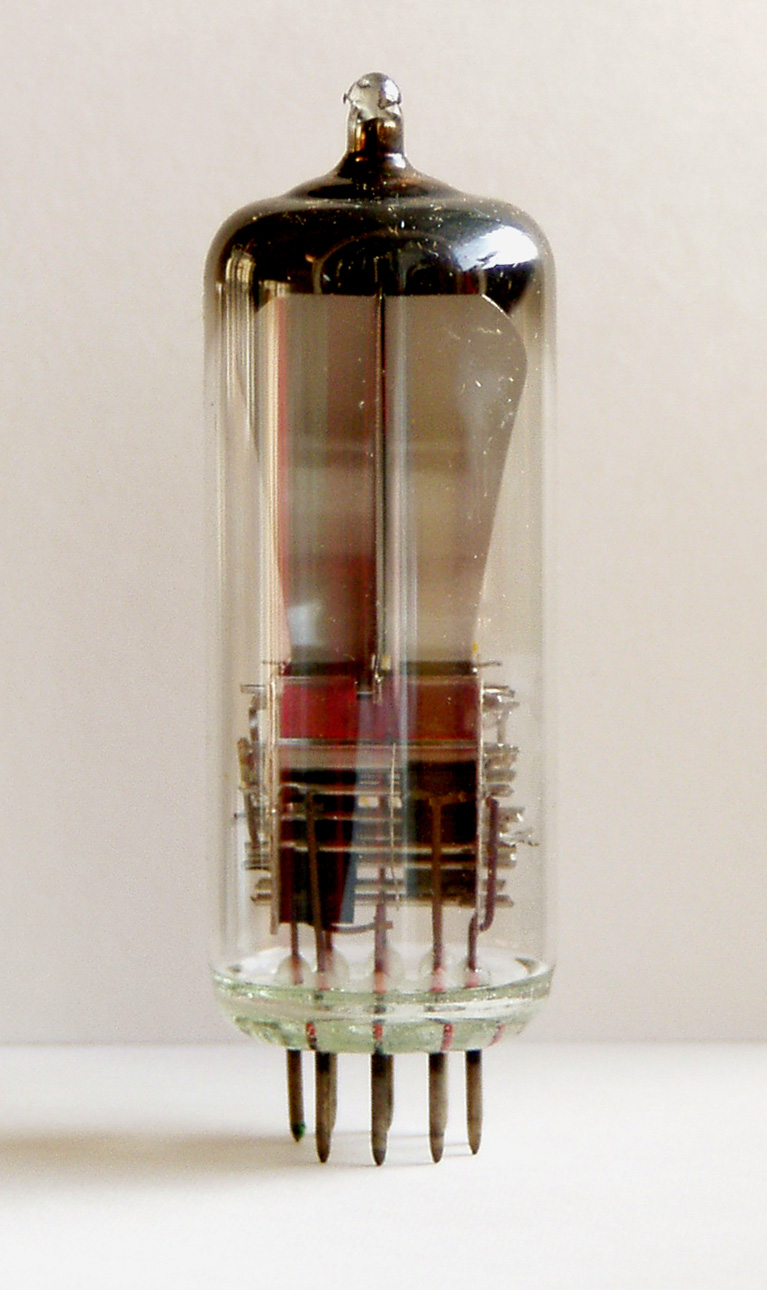
Eine Anzeige/Abstimmröhre EM83 von RSD

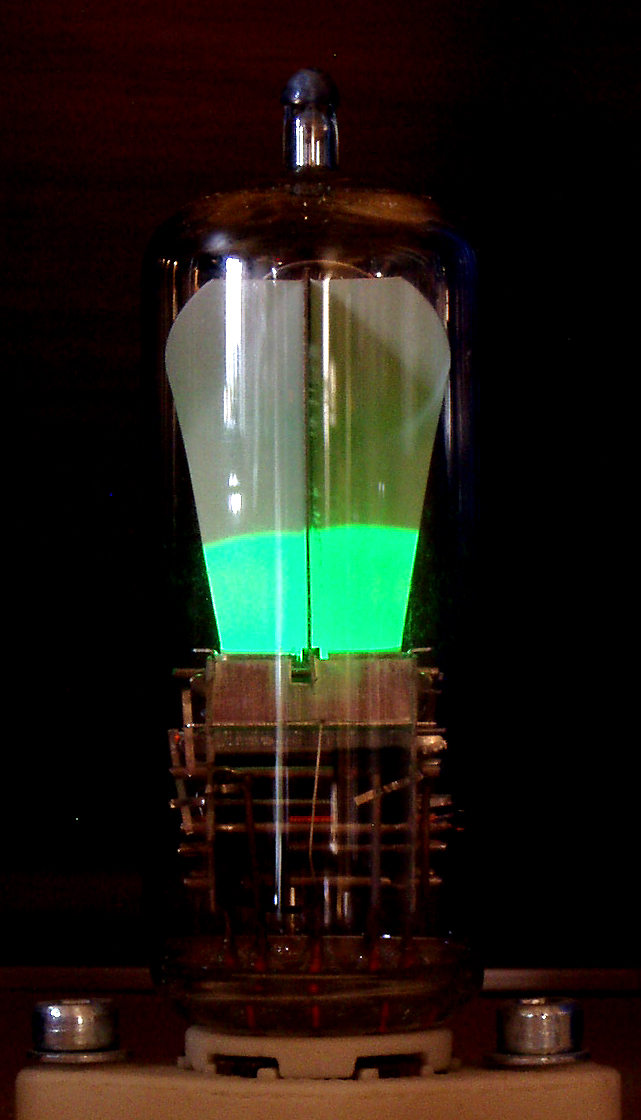
Die EM83 im Betrieb

Die EM83 ist eine Anzeigeröhre in einem Miniaturröhrenkolben mit Novalsockel. Die Elektronenröhre hat zwei identische, voneinander unabhängige Elektrodensysteme und eignet sich deshalb für die optische Darstellung von zwei verschiedenen elektrischen Signalen (magische Waage). Ihre ursprüngliche Aufgabe lag darin, die exakte Abstimmung der damals aufkommenden FM-UKW-Radioempfänger durch die Auswertung von Steuerspannungen am  FM-Diskriminator visuell zu unterstützen: gleiche Länge beider Leuchtbalken bedeutet eine genaue Abstimmung des UKW-Tuners auf die Sendefrequenz (Ratiomitte oder Nulldurchgang) und damit die optimale Qualität der Wiedergabe, bei einer Verstimmung des Tuners nach unten oder nach oben ist in Analogie der linke bzw. der rechte Leuchtbalken kürzer.
Die EM83 wurde ausschließlich von der Röhrenindustrie der DDR produziert: bei ihrer Vorstellung auf der Leipziger Messe 1956 sorgte die filigrane Konstruktion für Aufsehen und war quasi ein Symbol für die hohe Leistungsfähigkeit der ostdeutschen Elektronikindustrie, da auf dem Weltmarkt außer der amerikanischen 6AL7 kein vergleichbarer Röhrentyp verfügbar war.
Die Anzeige erfolgt mit einer muschelförmigen Leuchtschirmfläche, die durch ein Hochkantblech in zwei grün leuchtende Balken unterteilt ist, deren Längenausdehnung von der jeweiligen Ansteuerspannung an den beiden Steuerstegen abhängig ist.
Durch die Möglichkeit eines direkten Spannungsvergleichs ergeben sich diverse Anwendungsbereiche: als Abstimmanzeige in Radioempfängerschaltungen, als Aussteuerungsmesser in der Stereo-Elektroakustik oder auch als einfache qualitative Anzeigehilfe in der Messtechnik.